# Descobriment dirigit basat en fragments
Descobriment dirigit basat en fragments —en anglès fragment-based lead discovery (FBLD)— també conegut com a descobriment de fàrmacs basat en fragments —fragment-based drug discovery (FBDD) és un mètode utilitzat per trobar compostos com a part del procés de descoberta de fàrmacs. Esta basat en la identificació de fragments químics petits, els quals poden lligar només feblement a l'objectiu biològic, i llavors fer-los créixer o combinar-los per produir un compost amb una afinitat més alta.
FBLD pot ser comparat amb alt-throughput exploració (HTS). En HTS, biblioteques fins i tot amb milions de compostos, amb pesos moleculars al voltant de 500 Da, son avaluades, i les seves afinitats nanomolars són buscades. Per contrast, en la fase primerenca de FBLD, biblioteques amb uns milers de compostos amb pesos moleculars al voltant de 200 Da poden ser avaluades, i les seves afinitats poden ser considerades útils.

## Disseny de biblioteca
Per analogia a la regla del cinc, s'ha avaluat que els fragments ideals haurien de seguir el 'regla de tres' (pes molecular < 300, ClogP < 3, el nombre de enllaços d'hidrogen donants i receptors hauria de ser < 3 cadascú i el nombre de vincles giratoris haurien de ser < 3). Donat que els fragments poden tenir relativament baixa afinitat pels seus objectius, han de tenir solubilitat d'aigua alta de manera que poden ser avaluades a concentracions més altes.